# Irrumatio

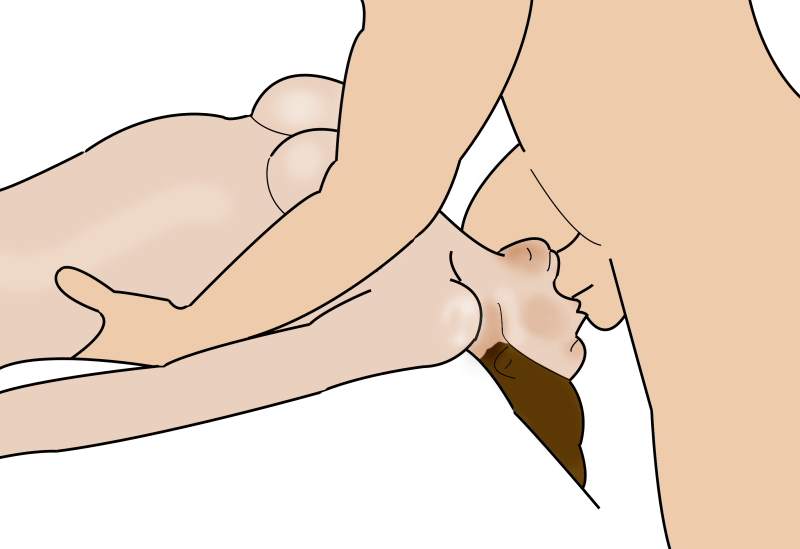
Irrumatio

Irrumatio – odmiana stosunku oralnego, w której mężczyzna aktywnie wprowadza członek do ust partnerki (partnera) seksualnej i wykonuje nim ruchy frykcyjne jak przy klasycznym stosunku, a druga strona której usta uczestniczą w akcie, pozostaje bierna (nieruchoma). Irrumatio ma miejsce także w przypadkach tzw. gwałtów oralnych.
Nazwa irrumatio pochodzi z  łacińskiego irrumare oznaczającego zmuszanie kogoś do fellatio.
Innym angielskim znaczeniem dla irrumatio jest określenie homoseksualnego stosunku płciowego bez penetracji polegającego na umieszczeniu członka pomiędzy udami (stosunek udowy) partnera lub pomiędzy podbrzuszami partnerów.